# François-Xavier Désert
 (juin 2025).
Motif : Que des sources primaires ou non centrées
- Archive Wikiwix
- Bing
- Cairn
- DuckDuckGo
- E. Universalis
- Gallica
- Google
- G. Books
- G. News
- G. Scholar
- Persée
- Qwant
- (zh) Baidu
- (ru) Yandex
- (wd) trouver des œuvres sur Wikidata

| 1. | Préciser le motif de la pose du bandeau. | Précisez le motif de la pose du bandeau en utilisant la syntaxe suivante : {{admissibilité à vérifier\|date=juillet 2025\|motif=remplacez ce texte par le motif}}                           |
| 2. | Informer les utilisateurs concernés.     | Pensez à avertir le créateur de l'article, par exemple, en insérant le code ci-dessous sur sa page de discussion : {{subst:avertissement admissibilité à vérifier\|François-Xavier Désert}} |

François-Xavier Désert est un astronome et physicien français, membre du CNRS, reconnu pour ses travaux pionniers sur la poussière interstellaire et son implication dans plusieurs grandes missions spatiales et ballon stratosphérique. Il a été honoré par la médaille d'argent du CNRS en 2008.

## Biographie
François-Xavier Désert est diplômé de l’École polytechnique (promotion 1979), où il acquiert une solide formation en physique théorique avant de s’orienter vers l’astrophysique. Il soutient un doctorat en physique en 1986 à l’Université Paris XI (directeurs : Evry Schatzman & Jean-Loup Puget), portant sur les fluctuations de température des grains interstellaires,.

## Carrière
Après son doctorat, il réalise un post-doctorat aux États-Unis sur les données du satellite infrarouge IRAS, identifiant  notamment des particules fines infrarouges révélatrices de nouvelles galaxies. En 1990, il publie un modèle de poussières interstellaires devenu une référence dans le domaine.
Intégré au Corps des astronomes du CNRS, il travaille à l’Observatoire de Meudon puis à l’Institut d’Astrophysique Spatiale (IAS) à Orsay, avant de rejoindre l’Institut de planétologie et d'astrophysique de Grenoble.

## Projets et contributions majeures
- Infrared Space Observatory (ISO) : contribution à l’étalonnage de la caméra et à l’analyse des données[1].
- COBE : couleur systématique et traitement des données instrumentales[1].
- Diabolo et Archeops : développement d’instruments cryogéniques à 100 mK de vol stratosphérique. Avec Archeops (1999–2002), contribution à l’obtention des premières images du fond diffus cosmologique[1].
- Planck HFI : participation à l’optimisation du système de refroidissement et à la calibration des données Université Grenoble-Alpes[1].

## Fonctions administratives
- Directeur de l’IPAG (Institut de Planétologie et d’Astrophysique de Grenoble) de 2015 à 2020[4].
- Membre du Conseil national des astronomes et physiciens (CNAP) entre 2012 et 2015[2],[3].

## Publications et ouvrages
Il a co-publié plusieurs articles et ouvrages dont :
- Denis Gialis et François-Xavier Désert, Relativité générale et astrophysique, EDP Sciences, coll. « Grenoble Sciences », novembre 2015, 347 p. (ISBN 9782759817498)
- Jean-Michel Bonnet-Bidaud, François-Xavier Désert, Dominique Leglu, Georges Reinisch et Denis Lelièvre, Le big bang n’est pas une théorie comme les autres, La ville brûle, coll. « 360 », novembre 2009, 174 p. (ISBN 9782360120024)